# Comuna Ciuheli, Volociîsk
Ciuheli (în ucraineană Чухелі) este o comună în raionul Volociîsk, regiunea Hmelnîțkîi, Ucraina, formată din satele Ciuheli (reședința), Levkivți și Sluci.

## Demografie
Componența lingvistică a comunei Ciuheli
     Ucraineană (99,76%)
     Alte limbi (0,24%)
Conform recensământului din 2001, majoritatea populației comunei Ciuheli era vorbitoare de ucraineană (99,76%), existând în minoritate și vorbitori de alte limbi.